# Marcel Hugues
À ne pas confondre avec Marcel Hug, champion d'athlétisme handisport suisse.
Marcel Anatole Hugues (né le 5 janvier 1892 à Belfort, mort le 14 juillet 1982 à Fontainebleau) est un as de l'aviation français de la Première Guerre mondiale. Il prend part à la Seconde Guerre mondiale en tant que commandant du Groupe de Chasse II/5 pendant la campagne de France.

## Biographie

### Dans l'infanterie
Le 30 septembre 1910, Marcel Hugues s'engage comme volontaire dans l'armée française, pour une période de trois années. Il passe la plus grande partie de son service au 23e régiment d'infanterie, avant d'être transféré - le 15 avril 1913 - au 172e régiment d'infanterie. Le 30 septembre 1913, il se réengage pour deux années supplémentaires. Le 1er avril 1915, il est envoyé au 407e régiment d'infanterie. Le 22 septembre 1915, il est transféré au Groupe d'Aviation d'Avord.
Pendant ses cinq années passées dans l'infanterie, Marcel Hugues connait un certain nombre de promotions rapides – promu au grade de caporal le 25 avril 1911, il devient sergent le 28 septembre 1912, sergent fourrier le 27 février 1913, sergent-major le 2 août 1914, adjudant 24 jours plus tard, et finalement sous-lieutenant le 26 avril 1915.

### Dans l'aviation
À Noël 1915, Marcel Hugues est confirmé dans son statut d'officier. Le 10 février 1916, il est envoyé dans l'Escadrille MF 22 (le 'MF' signifiant que les pilotes de l'escadrille volent avec des avions Farman). Le 8 mai 1916, il est envoyé à l'entraînement à Pau. Le 17 juillet 1916, il obtient le brevet de pilote militaire no 1260. Le 23 septembre 1916, il rejoint l'Escadrille N77, et vole avec des Nieuport. Il remporte sa première victoire le 14 février 1917. Il rejoint l'Escadrille N97 le 18 mars 1917. Avec cette escadrille, il remporte deux nouvelles victoires, dont la dernière est partagée avec Armand Pinsard, le 4 juin 1917. Le 30 avril 1917, il est transféré à l'Escadrille N81.
Le 22 juillet 1917, il abat pour la première fois un ballon d'observation allemand (drachen). Il remporte par la suite une série de sept victoires, partagées avec Jacques Leps, Gabriel Guérin, André Herbelin, entre autres. Hugues termine l'année 1917 par une dixième victoire, le 23 décembre,.
Après avoir été promu au grade de lieutenant le 6 juillet 1917, il devient capitaine, le 28 juin 1918. Entre-temps, le 7 mars 1918, il est nommé commandant de l'Escadrille Spa95 ('Spa' signifiant que ses pilotes volent en SPAD). À ce poste, il remporte deux nouvelles victoires, le 11 avril et le 3 mai 1918. Il finira la guerre avec douze victoires homologuées et quatre victoires probables.

## Entre-deux-guerres et Seconde Guerre mondiale
Marcel Hugues reste dans l'armée à la fin de la guerre, jusqu'à sa retraite en 1933. 
Lorsque la Seconde Guerre mondiale éclate, il reprend du service en tant que commandant du Groupe de Chasse II/5. Son groupe, qui volait sur des  Curtiss P-36 Hawk pendant la campagne de France, abat au moins soixante avions ennemis en perdant deux pilotes.
Hugues finira sa carrière militaire avec le grade de lieutenant-colonel. Il est fait Commandeur de la Légion d'honneur. En plus de la Médaille militaire, il s'était vu remettre la Croix de guerre avec huit palmes et une étoile de vermeil, ainsi que la Military Cross britannique.

## Ouvrages
- (en) Over the Front: A Complete Record of the Fighter Aces and Units of the United States and French Air Services, 1914-1918 Norman L. R. Franks, Frank W. Bailey. Grub Street, 1992.  (ISBN 0948817542), 9780948817540.